# Aufhausen (Erding)
Aufhausen ist ein Ortsteil der Stadt Erding auf der Gemarkung Altenerding in Oberbayern.

## Lage
Das Dorf liegt rund 4,5 Kilometer südlich von Erding. Durch den Ort verläuft die Staatsstraße 2082.
Der Haltepunkt Aufhausen der S2 der S-Bahn München befindet sich 500 Meter nordöstlich im benachbarten Ortsteil Bergham.

## Geschichte
Bis 1978 gehörte der Ort zur Gemeinde Altenerding, die im Zuge der Gebietsreform in Bayern nach Erding eingemeindet wurde. Der Einwohnerstand veränderte sich von 198 im Jahr 1987 auf 263 im Jahr 2007 und dann über 259 im Jahr 2013 und 261 im Jahr 2017 nur noch geringfügig.

## Baudenkmäler
Im Ort befindet sich das Schloss Aufhausen.